# Голямо междучасие
Голямо междучасие е музикален конкурс за най-добра училищна песен. Конкурсът се провежда ежегодно от 2009 г.
През 2012 г. конкурсът започва на 16 юли и се провежда до 10 октомври 2012 година на територията на България. Конкурсът е отворен за ученици от цялата страна.

### Регламент
През 2012 г. конкурсът „Голямо междучасие“ стана отворен за участие на групи от 1-ви до 12-и клас от всички училища в страната. Участниците в конкурса качват свои авторски аудио или видео изпълнения след регистрация на официалния сайт на група D2 – www.d2band.com Архив на оригинала от 2018-01-15 в Wayback Machine..
От 2010 г. е задължително условието песните в конкурса да са на български език. До участие не се допускат кавър-версии и песни с нецензурно или обидно съдържание. От 2012 г. до участие се допускат само групи, като поне трима от членовете им трябва да са ученици в началото на учебната 2012-13 г.

### Срокове
Регистрация и качване на материали: от 16 юли до 15 септември 2012 година.
/краен срок за качване на материалите 23.59 ч. на 15 септември /
Гласуване на потребители: от 16 септември до 30 септември 2012 година.
/гласуването приключва в 23.59 ч. на 30 септември /

### Определяне на победителите
За определяне на победителите се провежда гласуване на сайта.
Гласовете на феновете ще определят петте групи, които ще вземат участие на големия финален концерт.
Журито, в лицето на D2, ще избере победител от петте групи, събрали най-голям брой подадени гласове.
Победителят ще бъде обявен на големия финален концерт.

### Финал
Големият финален концерт на Голямо междучасие 4” ще се проведе до 10 октомври 2012 в град София.

### Голяма награда
Групата победител в конкурса ще получи голямата награда – продуциране и запис на авторска песен.

### Победители в конкурса
Награда най-добра училищна песен печелят:
- 2011 - „Само за теб“ - група Accident
- 2010 - „Бягайте далеч“ - група Savage Ravage
- 2009 - „Нов живот“ - група Keep The Faith

### Официални сайтове
- Група D2 Архив на оригинала от 2018-01-15 в Wayback Machine.